# La Jaille-Yvon
La Jaille-Yvon est une commune française située dans le département de Maine-et-Loire en région Pays de la Loire.

## Géographie

### Localisation
Commune angevine du Segréen, La Jaille-Yvon se situe au nord de Chenillé-Changé, en bordure du département de la Mayenne, sur la route D 187, Chambellay. Angers, la préfecture, se trouve à 29 km au sud.
Le Mayenne (rivière) marque la limite est de son territoire.

### Climat
Pour des articles plus généraux, voir Climat des Pays de la Loire et Climat de Maine-et-Loire.
En 2010, le climat de la commune est de type climat océanique altéré, selon une étude du CNRS s'appuyant sur une série de données couvrant la période 1971-2000. En 2020, Météo-France publie une typologie des climats de la France métropolitaine dans laquelle la commune est exposée à un climat océanique et est dans la région climatique Moyenne vallée de la Loire, caractérisée par une bonne insolation (1 850 h/an) et un été peu pluvieux.
Pour la période 1971-2000, la température annuelle moyenne est de 11,6 °C, avec une amplitude thermique annuelle de 14 °C. Le cumul annuel moyen de précipitations est de 696 mm, avec 11,8 jours de précipitations en janvier et 6,2 jours en juillet. Pour la période 1991-2020, la température moyenne annuelle observée sur la station météorologique de Météo-France la plus proche, dans la commune de Coudray à 8 km à vol d'oiseau, est de 12,2 °C et le cumul annuel moyen de précipitations est de 718,4 mm,. Pour l'avenir, les paramètres climatiques de la commune estimés pour 2050 selon différents scénarios d'émission de gaz à effet de serre sont consultables sur un site dédié publié par Météo-France en novembre 2022.

## Urbanisme

### Typologie
Au 1er janvier 2024, La Jaille-Yvon est catégorisée commune rurale à habitat très dispersé, selon la nouvelle grille communale de densité à sept niveaux définie par l'Insee en 2022.
Elle est située hors unité urbaine. Par ailleurs la commune fait partie de l'aire d'attraction d'Angers, dont elle est une commune de la couronne,. Cette aire, qui regroupe 81 communes, est catégorisée dans les aires de 200 000 à moins de 700 000 habitants,.

### Occupation des sols
L'occupation des sols de la commune, telle qu'elle ressort de la base de données européenne d’occupation biophysique des sols Corine Land Cover (CLC), est marquée par l'importance des territoires agricoles (88,9 % en 2018), en diminution par rapport à 1990 (91,1 %). La répartition détaillée en 2018 est la suivante : 
prairies (49,6 %), terres arables (39,3 %), forêts (11,1 %). L'évolution de l’occupation des sols de la commune et de ses infrastructures peut être observée sur les différentes représentations cartographiques du territoire : la carte de Cassini (XVIIIe siècle), la carte d'état-major (1820-1866) et les cartes ou photos aériennes de l'IGN pour la période actuelle (1950 à aujourd'hui).

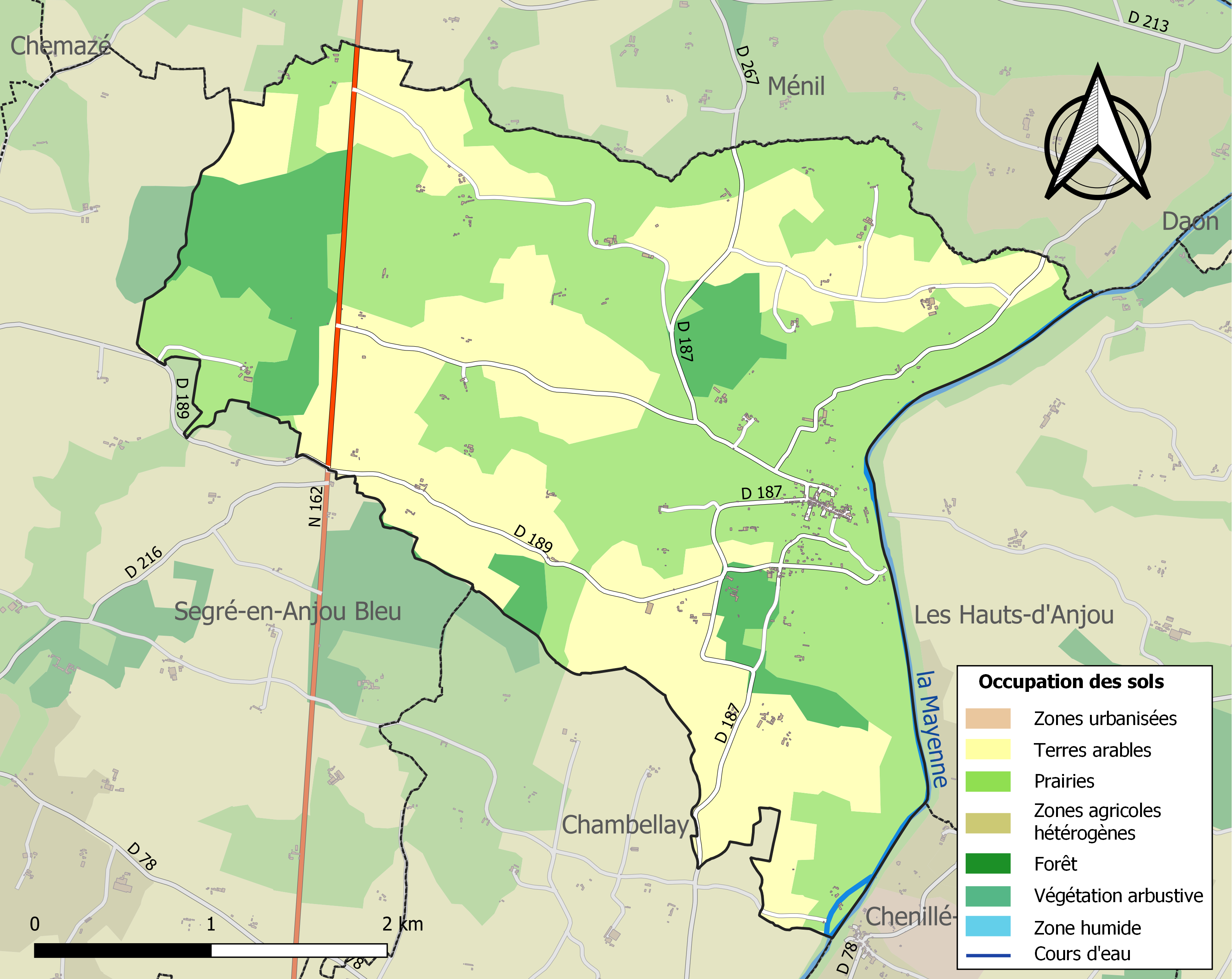
Carte des infrastructures et de l'occupation des sols de la commune en 2018 (CLC).

## Toponymie et héraldique

### Toponymie
Le nom de la localité est attesté dans le nom de personne latinisé Yvo de Gallia en 1052-1068.
Gallia représente dans ce cas un nom de personne gallo-romain ethnique Gallius « le Gaulois » à valeur obscure, suivi du suffixe -a de présence, d'où Galli-a par substitution. Le second élément est l'anthroponyme germanique Yvo, qui a donné Yves au cas sujet et Yvon au cas régime. Ce nom est celui d'un seigneur local au Moyen Âge.

### Héraldique
| Blason de Jaille-Yvon (La) | Blason  | D'or au lion léopardé de gueules accompagné de cinq coquilles d'azur 2, 2 et 1.                          |
| Blason de Jaille-Yvon (La) | Détails | Le statut officiel du blason reste à déterminer.                                                         |
| Blason de Jaille-Yvon (La) | Alias   | Losangé d’argent et de gueules, à la bande d’argent; à la bordure de sable chargée de huit besants d’or. |

## Histoire
À l'époque féodale, la seigneurie, est associée depuis le XIe siècle à la grande famille de La Jaille, qu'on trouve aussi, aux confins de l'Anjou, du Maine et de la Bretagne, à La Jaille en Chahaignes, à St-Mars-la-Jaille, à St-Michel-du-Bois ; il est probable que les La Jaille du Loudunais (à Beuxes, Sammarçolles, aux Roches de Loudun) et de Touraine (à la Motte-Yvon et Marcilly) appartenaient aussi à cette maison noble. Les sires de La Jaille, probablement apparentés aux barons de Château-Gontier (connectés aux Bellême ?), portaient souvent le nom d'Yvon/Yves et possédèrent également Segré.
À partir des XVe et XVIe siècles, La Jaille-Yvon passe à de nombreuses autres familles seigneuriales. La châtellenie de La Jaille relevait de Château-Gontier.

## Politique et administration

### Administration municipale
| Période                                  | Période                   | Identité                    | Étiquette | Qualité      |
| ---------------------------------------- | ------------------------- | --------------------------- | --------- | ------------ |
| 1792                                     |                           | Coconnier                   |           |              |
| 1813                                     |                           | Arsène Meignan              |           |              |
| 1815                                     |                           | Eugène de La Grandière fils |           |              |
| 1818                                     |                           | Duvigenau                   |           |              |
| 1821                                     |                           | Pierre Houdin               |           |              |
| 1827                                     |                           | Victor Gaillard             |           |              |
| 1828                                     |                           | René Grangé                 |           |              |
| 1848                                     |                           | Léon de Messey              |           |              |
| 1854                                     |                           | Jean-Baptiste Rongère       |           |              |
| 1860                                     |                           | Victor Gaillard             |           |              |
| 1870                                     |                           | Jean-Baptiste Cellier       |           |              |
| 1874                                     |                           | Léon de Messey              |           |              |
| 1884                                     |                           | Yves Jégou d'Herbelines     |           |              |
| 1904                                     |                           | Louis de Messey             |           |              |
| 1908                                     |                           | Alphonse Simier             |           |              |
| 1929                                     |                           | Guillaume de Messey         |           |              |
| mars 1971                                |                           | Fernand Guimard             |           |              |
| juin 2004                                |                           | Philippe Robigault          |           |              |
| mars 2008                                | mars 2014                 | Maryline Boivin             |           | Agricultrice |
| mars 2014                                | En cours (au 25 mai 2020) | Pascal Chevrollier,         |           |              |
| Les données manquantes sont à compléter. |                           |                             |           |              |

### Intercommunalité
La commune est membre de la communauté de communes de la région du Lion-d'Angers, elle-même membre du syndicat mixte Pays de l'Anjou bleu, Pays segréen, puis, à sa disparition en 2017, de la communauté de communes des Vallées du Haut-Anjou.

## Population et société

### Démographie

#### Évolution démographique
L'évolution du nombre d'habitants est connue à travers les recensements de la population effectués dans la commune depuis 1793. Pour les communes de moins de 10 000 habitants, une enquête de recensement portant sur toute la population est réalisée tous les cinq ans, les populations de référence des années intermédiaires étant quant à elles estimées par interpolation ou extrapolation. Pour la commune, le premier recensement exhaustif entrant dans le cadre du nouveau dispositif a été réalisé en 2005.

En 2022, la commune comptait 343 habitants, en évolution de +7,19 % par rapport à 2016 (Maine-et-Loire : +2,12 %, France hors Mayotte : +2,11 %).
| 1793 | 1800 | 1806 | 1821 | 1831 | 1836 | 1841 | 1846 | 1851 |
| ---- | ---- | ---- | ---- | ---- | ---- | ---- | ---- | ---- |
| 613  | 525  | 573  | 681  | 719  | 696  | 745  | 757  | 762  |

| 1856 | 1861 | 1866 | 1872 | 1876 | 1881 | 1886 | 1891 | 1896 |
| ---- | ---- | ---- | ---- | ---- | ---- | ---- | ---- | ---- |
| 736  | 698  | 700  | 645  | 628  | 613  | 616  | 603  | 607  |

| 1901 | 1906 | 1911 | 1921 | 1926 | 1931 | 1936 | 1946 | 1954 |
| ---- | ---- | ---- | ---- | ---- | ---- | ---- | ---- | ---- |
| 576  | 516  | 540  | 504  | 436  | 438  | 423  | 381  | 361  |

| 1962 | 1968 | 1975 | 1982 | 1990 | 1999 | 2005 | 2006 | 2010 |
| ---- | ---- | ---- | ---- | ---- | ---- | ---- | ---- | ---- |
| 364  | 306  | 267  | 249  | 239  | 248  | 276  | 275  | 309  |

| 2015 | 2020 | 2022 | - | - | - | - | - | - |
| ---- | ---- | ---- | - | - | - | - | - | - |
| 319  | 342  | 343  | - | - | - | - | - | - |

#### Pyramide des âges
La population de la commune est relativement jeune.
En 2018, le taux de personnes d'un âge inférieur à 30 ans s'élève à 37,5 %, soit au-dessus de la moyenne départementale (37,2 %). À l'inverse, le taux de personnes d'âge supérieur à 60 ans est de 20,8 % la même année, alors qu'il est de 25,6 % au niveau départemental.
En 2018, la commune comptait 170 hommes pour 156 femmes, soit un taux de 52,15 % d'hommes, largement supérieur au taux départemental (48,63 %).
Les pyramides des âges de la commune et du département s'établissent comme suit.
| Hommes | Classe d’âge | Femmes |
| ------ | ------------ | ------ |
| 0,0    | 90 ou +      | 0,0    |
| 4,5    | 75-89 ans    | 4,9    |
| 16,9   | 60-74 ans    | 15,2   |
| 18,5   | 45-59 ans    | 20,7   |
| 23,6   | 30-44 ans    | 20,7   |
| 14,0   | 15-29 ans    | 12,2   |
| 22,5   | 0-14 ans     | 26,2   |

| Hommes | Classe d’âge | Femmes |
| ------ | ------------ | ------ |
| 0,9    | 90 ou +      | 2,1    |
| 7      | 75-89 ans    | 9,5    |
| 16,2   | 60-74 ans    | 16,9   |
| 19,4   | 45-59 ans    | 18,7   |
| 18,2   | 30-44 ans    | 17,5   |
| 18,8   | 15-29 ans    | 17,6   |
| 19,5   | 0-14 ans     | 17,6   |

## Économie
Sur 40 établissements présents dans la commune à fin 2010, 28 % relèvent du secteur de l'agriculture (pour une moyenne de 17 % dans le département), 3 % du secteur de l'industrie, 8 % du secteur de la construction, 53 % de celui du commerce et des services et 10 % du secteur de l'administration et de la santé. Cinq ans plus tard, en 2015, sur les 78 établissements présents, 13 % relèvent du secteur de l'agriculture (pour une moyenne de 11 % dans le département), 3 % du secteur de l'industrie, 13 % de celui de la construction, 65 % du secteur du commerce et des services et 6 % de celui de l'administration et de la santé.

## Culture locale et patrimoine

### Lieux et monuments
- Le Château du Plessis.
- Le château de l'Oncheraie.

### Personnalités liées à la commune
- Joseph-Hippolyte Doublard du Vigneau (1791-1842), officier français, chef chouan en 1815, maire de la commune en 1818, décédé à la Jaille-Yvon en 1842.